# Eumillipes persephone
Eumillipes es un género de milpiés de la familia Siphonotidae. Contiene una única especie, E. persephone, conocida en los Eastern Goldfields de Australia Occidental. La especie fue recolectada por primera vez en 2020, descubierta en tres sondeos, viviendo a profundidades de entre 15 metros y 60 metros.

## Etimología
Su nombre genérico, Eumillipes, significa «verdadero milpiés» (o «verdaderos mil pies»), en referencia a que posee más de 1 000 patas; su nombre específico, persephone, alude a la diosa griega del mismo nombre, que era la reina del inframundo, en referencia a su estilo de vida subterráneo.

## Descripción
Descrito por primera vez en 2021, los individuos alcanzan hasta 95 mm de longitud y alrededor de 1 mm de diámetro, con 198 a 330 segmentos corporales y hasta 1 306 patas, lo que lo convierte en la especie con más patas de la Tierra y en el primer milpiés descubierto con 1 000 patas o más.
Tiene un cuerpo muy alargado con una cabeza en forma de cono y unas antenas inusualmente grandes y gruesas. No tiene ojos, un rasgo que no se encuentra en ningún otro polizónido australiano. Su forma alargada, su gran número de patas y su condición de no tener ojos es convergente con Illacme plenipes de América del Norte, pariente lejano, el anterior poseedor del récord con hasta 750 patas. Se cree que el gran número de patas le ayuda a moverse en su hábitat subterráneo, permitiéndole arrastrarse dentro de pequeñas grietas.
Se diferencia de la mayoría de los miembros de Polyzoniida por su forma alargada y su cuerpo delgado, ya que los miembros de ese orden suelen ser más cortos, con menos patas y cuerpos más planos en forma de cúpula. Su inclusión en este orden se basó en el análisis de su genoma para determinar un ancestro común.
Se desconocen los detalles de su dieta y estilo de vida, pero se cree que puede alimentarse de hongos que crecen en las raíces de los árboles.